# Parabiseriella
Parabiseriella es un género de foraminífero bentónico de la subfamilia Biseriammininae, de la familia Biseriamminidae, de la superfamilia Palaeotextularioidea, del suborden Fusulinina y del orden Fusulinida. Su especie tipo es Parabiseriella moroccoensis.  Su rango cronoestratigráfico abarca el Serpujoviense (Carbonífero inferior).

## Discusión
Clasificaciones más recientes incluyen Parabiseriella en la superfamilia Biseriamminoidea, del suborden Endothyrina, del orden Endothyrida, de la subclase Fusulinana y de la clase Fusulinata.

## Clasificación
Parabiseriella incluye a las siguientes especies:
- Parabiseriella bristolensis †
- Parabiseriella moroccoensis †